# Kalguksu
I kalguksu (칼국수?), anche noti come kaljebi (칼제비?), sono spaghetti coreani serviti in brodo e accompagnati da verdure.

## Preparazione

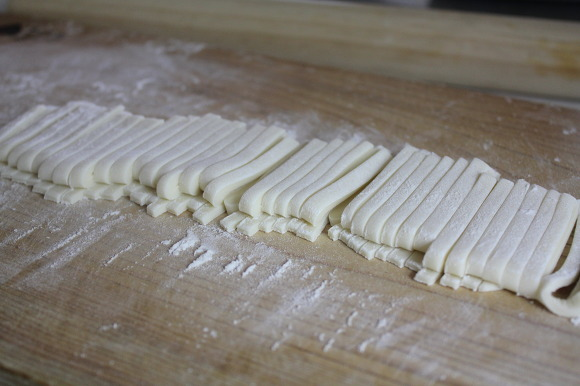
Kalguksu prima della cottura.

La preparazione del piatto comincia dagli spaghetti, che vengono fatti impastando farina, acqua e un uovo; a volte si aggiungono anche dei semi di soia polverizzati per ottenere una consistenza più gommosa. Il panetto viene lasciato riposare per una ventina di minuti avvolto in un panno umido, poi steso su un piano infarinato con un matterello, arrotolato su se stesso e tagliato in strisce sottili con un coltello: il nome del piatto deriva proprio da quest'ultimo passaggio, in quanto kal significa "lama" in coreano, mentre guksu identifica i noodle. Nel mentre si prepara il brodo di pollo, salato e condito con aglio: la carne può essere stracciata e lasciata a bollire insieme agli spaghetti, oppure aggiunta in seguito come decorazione insieme a striscioline di zucchina.
Per cuocere i noodle esistono due metodi: i geonjin guksu, già documentati in un libro del 1934 sulla cucina del periodo Joseon, vengono cotti in acqua bollente, sciacquati e serviti aggiungendo il brodo, mentre i jemul guksu o nureum guksu vengono cotti direttamente nel brodo insieme ad altri ingredienti, il che conferisce maggior consistenza sia agli spaghetti che alla zuppa. Quest'ultimo modo è il più usato per la preparazione dei kalguksu.

## Varianti
I kalguksu hanno numerose varianti in base alla zona geografica, al tipo di farina, agli ingredienti del brodo, delle guarnizioni e dei condimenti. Nelle campagne, il brodo è fatto non solo con la carne di pollo, ma anche con zucchine e patate; in montagna è di acciughe, sulle coste si usano le vongole veraci, mentre nell'entroterra si prepara con le ossa del manzo, ed è decorato con germogli di zucca saltati in padella e carne di manzo. Nella zona di Namdo è reso piccante aggiungendo peperoncino in polvere a un brodo preparato con acciughe, aglio e cipollotto.
Tra le varianti si citano:

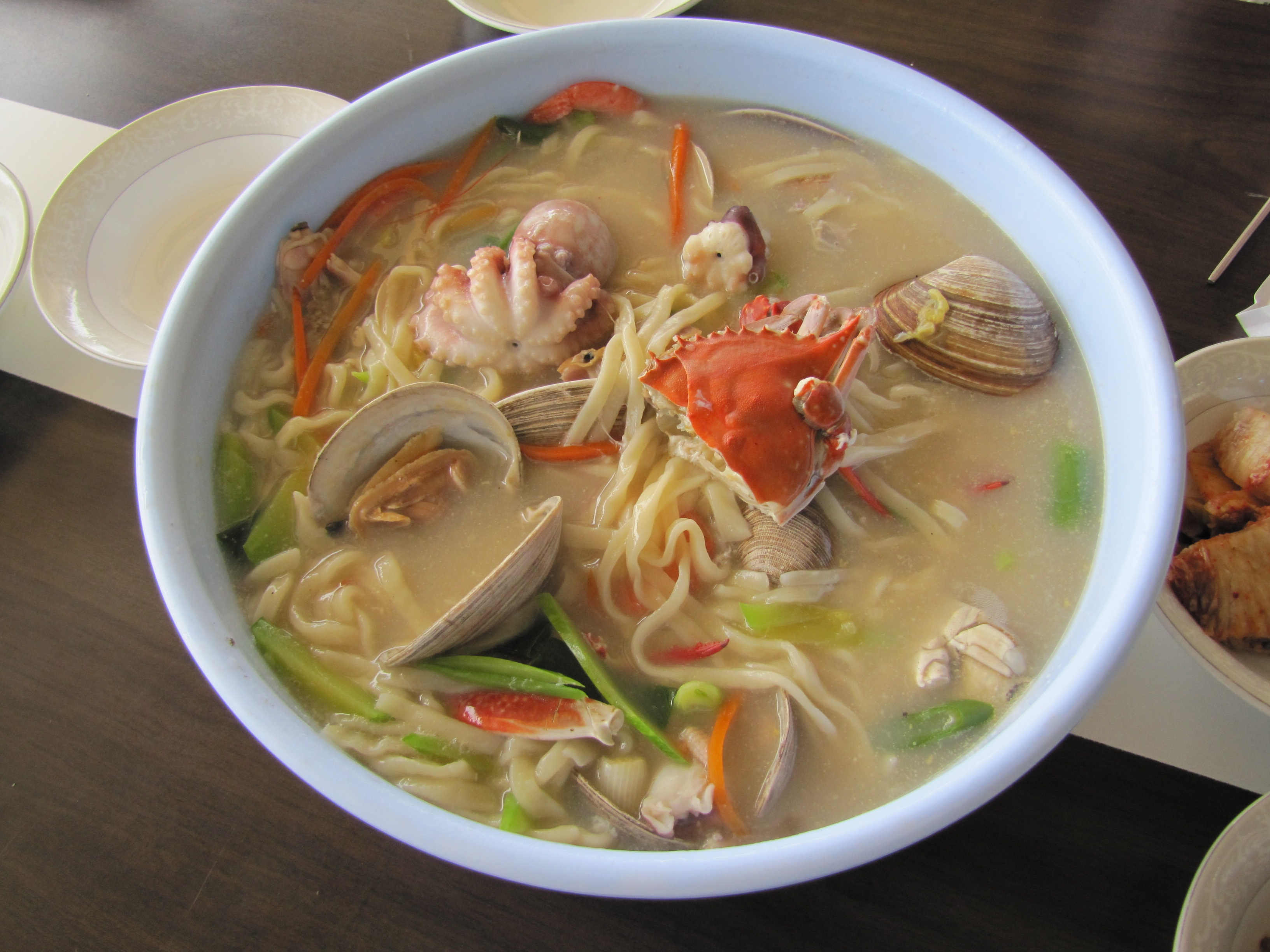
Kalguksu con frutti di mare.

- Andong kalguksu (안동칼국수?):  tipici di Andong, l'impasto dei noodle è composto da farine di grano e di semi di soia. Il brodo è quello tradizionale di pollo, servito caldo in inverno e freddo in estate, mentre la guarnizione consiste di striscioline di jidanchae (frittatina di soli albumi o di soli tuorli), peperoncini e alghe arrostite a listarelle.[5]
- Deulkkae kalguksu (들깨칼국수?): tipici del Chungcheong Settentrionale, il brodo è fatto con semi di shiso in polvere e condito con salsa di soia, mentre zucchine a striscioline e funghi shiitake saltati in padella vengono usati per guarnire.[6]
- Godong kalguksu (고둥칼국수?): i noodle vengono cotti in brodo di lumache e guarniti con erba cipollina.[7]
- Hobak kalguksu (호박칼국수?): tipici del Chungcheong Meridionale, i noodle vengono cotti in una vecchia zucca scavata insieme a riso e fagioli rossi ridotti in purea.[8]
- Jobap kalguksu (조밥칼국수?): tipici di Andong, l'impasto è una combinazione di farina di grano tenero e fagioli di soia in polvere. Vengono serviti con miglio, namul di stagione e ssam (verdure a foglia larga) in brodo di acciughe. Il condimento è composto da salsa di soia, aglio tritato, scalogno, peperoncino in polvere, olio di sesamo e sale di sesamo.[9]
- Kkwong memil kalguksu (꿩메밀칼국수?): tipici di Jeju, per il brodo si usa la carne di fagiano, che conferisce un colore rosato, mentre i noodle sono di farina di grano saraceno.[10]
- Milguk nakji kalguksu (밀국낙지칼국수?): tipici del Chungcheong Meridionale, il brodo è preparato lessando dei piccoli polpi all'interno di una zucca.[11]
- Nokdu kalguksu (녹두칼국수?): tipici del Gyeonggi, il brodo viene preparato con fagioli mungo lessati e setacciati.[12]
- Ssuk kalguksu (쑥칼국수?): nell'impasto dei noodle viene aggiunta dell'artemisia bollita e strizzata. Il brodo è di acciughe, condito con semi di soia in polvere, aglio tritato e cipollotti.[13]
- Wandu kalguksu (완두콩칼국수?): tipici del Jeolla Meridionale, i noodle vengono cotti in brodo di piselli, conditi con aglio tritato e salsa di soia.[14]

## Consumo
I kalguksu sono uno dei pilastri della cucina coreana, e godono di particolare popolarità soprattutto nella città sudcoreana di Daejeon. Vengono serviti generalmente come portata principale, a volte in stile shabu shabu, altre come finale del pasto: in quest'ultimo caso gli spaghetti sono cotti nel maeuntang, uno stufato di pesce piccante, avanzato. Considerati un piatto stagionale tipicamente estivo, nelle regioni meridionali della Corea vengono spesso apprezzati bollenti anche con il caldo per favorire la sudorazione.

## Storia
Gli spaghetti hanno iniziato a essere preparati in Corea sotto il regno di Goryeo, ma le descrizioni vaghe nei documenti storici impediscono di stabilire quando siano apparsi con precisione i kalguksu. Sia in periodo Goryeo che in periodo Joseon, la farina di grano scarseggiava e aveva un costo elevato, pertanto veniva abitualmente sostituita con quella di grano saraceno, reperibile con maggior facilità: i ricettari del XVII secolo riportano prevalentemente ricette di kalguksu fatti con questa farina, che in epoca moderna sono diventati tipici del Gangwon, zona dove il grano saraceno abbonda. I kalguksu di vera farina di grano venivano consumati solo in occasioni speciali, come il 15º giorno del sesto mese del calendario lunare, quando terminava il raccolto dell'orzo e del grano: si diffusero in tutta la Corea del Sud dopo la Guerra di Corea grazie alle importazioni di farina provenienti dagli Stati Uniti, e a causa della carenza di riso durante gli anni Sessanta, che spinse il governo sudcoreano a incoraggiare l'uso della farina di grano.